# Ню Брънзуик
За града в САЩ вижте Ню Брънзуик (град).
Ню Брънзуик  (NB; на английски: New Brunswick; на френски: Nouveau-Brunswick) е една от атлантическите провинции на източното крайбрежие на Канада. Според Конституцията на Канада, Ню Брънзуик е единствената двуезична провинция. Около две трети от населението се определят като англофони, а една трета – като франкофони. Една трета от цялото население се описва като двуезично. Нетипинчно за Канада, едва половината от населението живее в градските райони, най-вече Голям Монктън, Голям Сейнт Джон и столицата Фредериктън.
За разлика от другите морски провинции, теренът на Ню Брънзуик е предимно залесен, с голяма част от земята по-далеч от брега, което му придава по-суров климат. Тъй като е сравнително близо до Европа, Ню Брънзуик е сред първите места в Северна Америка, които са проучени и заселени, като се започне с французите в началото на XVI век, измествайки местните народи микмаки, малисити, пасамакуоди, които по-късно от своя страна биват изместени, когато територията става част от Британската империя. През 1784 г., след приток на бежанци от Американската война за независимост, провинцията е разделена от Нова Скотия.
Провинцията процъфтява в началото на 1800 г. и населението нараства бързо, достигайки около четвърт милион до средата на века. През 1867 г. Ню Брънзуик е една от четирите основаващи провинции на Канадската конфедерация, заедно с Нова Скотия и провинция Канада (сега Онтарио и Квебек).

## История

### Праистория
Коренното население присъства в района от около 7000 г. пр. Хр. По време на контакта с Европа, жителите са микмаките, малиситите и пасамакуодите. Въпреки че тези племена не оставят писмени документи, техният език е налице в много имена, като например Арустук, Бъктуш, Петикодиак, Куиспамсис и Шедиак.
Ню Брънзуик вероятно е бил част от Винланд по време на скандинавската колонизация на Северна Америка.

### Френска колония
Първите документирани европейски посещения са през 1534 г. под ръководството на Жак Картие На 24 юни 1604 г. Самюел дьо Шамплен посещава устието на река Сейнт Джон. По-късно там е образувано първото постоянно селище на европейци в Ню Брънзуик. Френското селище в крайна сметка достига до мястото на днешния Фредериктън. Други селища в югоизточния край се простират от Бобасин, близо до днешната граница с Нова Скотия, до Байе Верте и до Петикодиак, Мемрамкук и р. Шеподи.
Британците в крайна сметка успяват да се наложат, което води до депортацията на акадите през 1755 г.

### Британска колония
Днешният Ню Брунсуик става част от колонията Нова Скотия. Военните действия приключват с Парижкия мирен договор през 1763 г. и завръщащите се от изгнание акади откриват няколко хиляди имигранти, предимно от Нова Англия, на бившите си земи. Някои са се заселили около Мемрамкук и по протежението на река Сейнт Джон.
Първоначално заселването е бавно. Пенсилванските имигранти основават Монктън през 1766 г., а английските заселници от Йоркшир пристигат в района на Саквил.
След Американската революция, около 10 000 бежанци лоялисти се установяват по северния бряг на залива Фънди, отбелязан в мотото на провинцията, Spem reduxit („възвърната надежда“). Броят достига почти 14 000 до 1784 г., като около един на всеки десет се завръща в Америка. През същата година Ню Брънзуик е разделен от Нова Скотия.
Колонията е наречена Ню Брънзуик в чест на Джордж III, крал на Великобритания, крал на Ирландия и курфюрст на Брауншвайг-Люнебург в съвременна Германия. През 1785 г. Сейнт Джон става първото селище в Канада, официално обявено за град. Населението на колонията достига 26 000 през 1806 г. и 35 000 през 1812 г.

### Конфедерация
През 1872 г. Конфедерацията въвежда Междуколониалната железница, консолидиране на съществуващата Железница на Нова Скотия, Европейската и Северноамериканската железница и Гранд Тронк. През 1879 г. Джон А. Макдоналд от Консервативната партия приема национална политика, която призовава за високи тарифи и се противопоставя на свободната търговия, нарушавайки търговските взаимоотношения между пристанищата и Нова Англия. Икономическата ситуация се влошава от спада на дървесната корабостроителна индустрия. Железопътните линии и тарифите спомагат за растежа на нови индустрии в провинцията, като текстилната промишленост, заводите за желязо и захарните рафинерии, много от които в крайна сметка не успяват да се конкурират с по-добре капитализираната индустрия в Централна Канада.
През 1937 г. Ню Брънзуик има най-високата детска смъртност и неграмотност в Канада. В края на Голямата депресия стандартът на живот в Ню Брънзуик е много под канадския среден.

## География
Ню Брънзуик се намира изцяло в планинската верига на Апалачите. Всички реки се оттичат или в залива Сейнт Лорънс на изток, или в залива Фънди на юг. Тези водосбори включват земи в Квебек и Мейн. По време на ледниковия период Ню Брънзуик е бил покрит с дебели слоеве лед. Той изрязва долините с U-образна форма в долините на река Сейнт Джон и Неписигуит и изтласква гранитните камъни от планините Мирамичи на юг и изток, оставяйки ги като неравномерност, когато ледът отстъпи в края на заледяването на Уисконсин, заедно с находища като ескерите. между Уудсток и Сейнт Джордж, днес източници на пясък и чакъл.

## Забележителности
В северозападната част на град Монктон от провинция Ню Брънзуик има магнитен хълм. Магнитното поле е толкова силно, че може да принуди автомобил сам да се изкачва нагоре по хълма.